# HD 111232 b
HD 111232 b是一顆距離地球約95光年的系外行星，位於蒼蠅座。該行星距離母恆星接近2天文單位，質量下限是木星的6.8倍。該行星由米歇爾·麥耶等人使用位於拉西拉天文台的CORALIE攝譜儀於2003年6月30日發現。同日發現的另外六顆行星有HD 41004 Ab、HD 65216 b、HD 169830 c、HD 216770 b、HD 10647 b和HD 142415 b。

## 外部連結
- . Exoplanets.   [2012-08-01]. （原始内容存档于2012-02-19）.
- . Extrasolar Visions.   [2012-08-01]. （原始内容存档于2011-06-05）.